# ネフェルエフラー
ネフェルエフラーとは、エジプト第5王朝の5代ファラオ。ネフェルエフラーはラーネフェルBとも呼ばれる。彼はネフェリルカラー(ラーネフェルA)とその妃、ケンタカウエス2世の子として生まれた。

## ミイラ
ネフェルエフラーの墓から、彼のミイラの一部が見つかっているが、ミイラを鑑定したところ、ネフェルエフラーは20代前半で死去したという。

## 家族
- 配偶者:ケンタカウエス3世（英語版）
  - 子息:メンカウホル

また、前王(又は次王)のシェプセスカラーは叔父にあたる。

## 即位順
シェプセスカラーとネフェルエフラー、どちらが先に即位したかは分かっていない。1つ目の説は、ネフェリルカラーの後、シェプセスカラーが即位し、その後ネフェルエフラーが即位した、という説である。2つ目の説は、ネフェリルカラーの後、先にネフェルエフラーが即位し、その後シェプセスカラーが即位した、という説である。